# Rigorisme
Le rigorisme, terme dérivé de rigueur apparu à la fin du XVIIe siècle, est un respect très strict des règles de la religion ou de la morale. C'est une forme de radicalisation religieuse, et pouvant être apparentée ou associée à de la rigidité morale.
Une démarche, ou politique, rigoriste est liée à la volonté de mettre en application sans transiger une idéologie à laquelle on s'identifie.
Le versant moral de cette attitude mène au conservatisme en matière de valeurs.

## Sémantique

### Religieux
Le rigorisme religieux en appelle au sens religieux des fidèles. Il consiste à appliquer avec acribie les principes théologiques. 
Le rigorisme dans le monde chrétien a connu plusieurs périodes d'expansion. La première correspond à l'apparition du monachisme tout au début de l'ère chrétienne, d'abord au Moyen-Orient (saint Antoine du Désert) puis en Europe. 
Durant le Moyen Âge, le rigorisme est assez absent de la vie chrétienne. Cependant, à partir du XIIIe et surtout du XIVe siècle, des expériences rigoristes apparaissent, de façon individuelle ou, sur un plan moral et théologique, avec la naissance de l'Inquisition. L'expérience cathare peut également être considérée comme une forme extrême de rigorisme.
Au XVIe siècle, Jean Calvin fait régner le rigorisme à Genève, ce qui lui vaut l'hostilité des « Libertins ».
La seconde période d'expansion du rigorisme en Europe a lieu au XVIIe siècle. Elle se partage entre courants protestants et courants catholiques. Dans le protestantisme, le rigorisme est principalement le fait des puritains anglais du XVIIe siècle, mais dans un certain sens la naissance même du protestantisme est une réaction rigoriste de Martin Luther contre un catholicisme qu'il juge dévoyé.
Dans l'Église catholique, le rigorisme réapparaît à peu près au même moment, avec le mouvement janséniste qui prône un ascétisme et une exigence morale à contre-courant des pratiques religieuses de l'époque.
Le monde orthodoxe a connu également un mouvement de tendance rigoriste avec le raskol au XVIIe siècle en Russie. Ce rigorisme se poursuit avec les "fols en Christ", croyants qui mènent une vie extrêmement pauvre et exigeante. 
Certains l'ont érigé en principes de mode de vie pour leur communauté, allant jusqu'à pratiquer l'isolement volontaire pour ne plus être confrontés à la marche du Monde.
L'exacerbation des conflits en religion amène plutôt à employer le terme radical, qui est de connotation plus forte.

### Moral
Le rigorisme moral est une position souvent attribuée, à tort ou à raison, à Emmanuel Kant et à sa conception de l'impératif catégorique, qui n'admet pas d'exceptions quelles que soient les circonstances de l'action. Au XXe siècle, on peut attribuer une telle position à G. E. M. Anscombe.

## Sens contemporain
De nouveaux rigorismes apparaissent, tels que l'hostilité à la consommation (anti-consommation) considérée par certains comme futile voire nuisible.

### Dans les arts
Cela consiste à suivre les points de vue artistiques d'un maître et ses conceptions, les prenant pour abouties, sans les faire évoluer (c'est la démarche du disciple en apprentissage dans son atelier, jusqu'à ce que son premier chef-d'œuvre le fasse connaître de manière indépendante).

### Dans les sciences
Les sciences étant du domaine de l'idée appliquée au champ expérimental, le rigorisme y est souvent appliqué.

### En politique
Est taxé de rigorisme en politique l'individu qui maintient ses positions en fonction d'un principe invoqué, bien souvent sans l'assentiment de la majorité de ses pairs.